# Castianira
Nella mitologia greca,  Castianira era il nome di una delle amanti di Priamo, re di Troia.

## Il mito
Priamo, marito di Ecuba, aveva molte concubine con cui aumentare la sua già vasta prole. Alla fine arrivò ad avere 54 figli, alcuni con Castianira, una donna del regno di Esima. 
Fra i suoi figli vi era Gorgitione, che morì durante la guerra di Troia.

### Fonti antiche
- Omero, Iliade, libro viii, versi 292-305